# Christine Giguère
Pour les articles homonymes, voir Giguère.
Christine Giguère est une violoncelliste québécoise née à Montréal le 21 mars 1964.

## Formation
Christine Giguère a fait ses études au Conservatoire de musique de Montréal dans la classe de madame Dorothy Bégin où elle a reçu un premier prix à l’unanimité. Au fil des ans, elle a pris part à de nombreuses classes de maître données par Yo-Yo Ma, Paul Tortelier, János Starker, Tsuyoshi Tsutsumi et Aldo Parisot.  Elle a aussi perfectionné son jeu auprès de Walter Joachim et Guy Fouquet.  Christine Giguère a aussi joué en solo avec L’orchestre de la Montérégie et L’orchestre philharmonique de Calgary.

## Carrière orchestrale
Au cours des 20 dernières années, Christine Giguère a joué sur une base régulière avec L’Orchestre symphonique de Montréal, prenant part à toutes leurs tournées internationales et aux multiples enregistrements (Decca).  Elle a fait partie de l’Orchestre des Grands Ballets Canadiens de 1986 à 2001. Elle joue aussi de temps à autre avec L’Orchestre métropolitain du Grand Montréal et L’Orchestre du Centre national des arts à Ottawa.

## Carrière populaire
Christine Giguère a enregistré et performé avec beaucoup d’artistes québécois dont Lynda Lemay, Isabelle Boulay, Sylvain Cossette, Bruno Pelletier, Michel Rivard, Claude Dubois, Diane Dufresne, Luc De Larochellière, Marie-Élaine Thibert et  Marc-André Fortin pour n’en nommer  que quelques-uns.  Elle a aussi accompagné des artistes de renommée mondiale tels que Céline Dion, Charles Aznavour, Anne Sylvestre, Yves Duteil, Julien Clerc, Dennis DeYoung, Yes ou Il Divo.